# Natação no Campeonato Mundial de Esportes Aquáticos de 2011 - 200 m borboleta masculino
A prova dos 200 metros nado borboleta masculino da natação no Campeonato Mundial de Esportes Aquáticos de 2011 ocorreu nos dias 26 de julho e 27 de julho no Shanghai Oriental Sports Center  em Xangai.

## Recordes
Antes desta competição, os recordes mundiais e do campeonato nesta prova eram os seguintes:
| Tipo                  | Atleta         | Tempo   | Local | Data                |
| --------------------- | -------------- | ------- | ----- | ------------------- |
|                       | Michael Phelps | 1:51.51 | Roma  | 29 de julho de 2009 |
| Recorde do campeonato | Michael Phelps | 1:51.51 | Roma  | 29 de julho de 2009 |

## Medalhistas
| Ouro                 | Prata                 | Bronze        |
| Michael Phelps (USA) | Takeshi Matsuda (JPN) | Wu Peng (CHN) |

## Resultados

### Eliminatórias
40 nadadores  de 29 nações participaram da prova. Os 16 melhores competidores se classificaram para as semifinais.
| Pos. | Bateria | Raia | Nadador              | Nacionalidade  | Tempo   | Notas            |
| ---- | ------- | ---- | -------------------- | -------------- | ------- | ---------------- |
| 1    | 5       | 7    | Dinko Jukić          | Áustria        | 1:55.26 | Q                |
| 2    | 5       | 1    | Leonardo de Deus     | Brasil         | 1:55.55 | Q                |
| 3    | 3       | 4    | Bence Biczó          | Hungria        | 1:55.71 | Q                |
| 4    | 3       | 3    | Tyler Clary          | Estados Unidos | 1:55.95 | Q                |
| 5    | 5       | 4    | Takeshi Matsuda      | Japão          | 1:55.98 | Q                |
| 6    | 5       | 3    | Chen Yin             | China          | 1:56.23 | Q                |
| 7    | 3       | 2    | Chad le Clos         | África do Sul  | 1:56.37 | Q                |
| 8    | 5       | 6    | László Cseh          | Hungria        | 1:56.39 | Q                |
| 9    | 5       | 5    | Paweł Korzeniowski   | Polónia        | 1:56.51 | Q                |
| 10   | 3       | 7    | Marcin Cieslak       | Polónia        | 1:56.56 | Q                |
| 11   | 4       | 4    | Michael Phelps       | Estados Unidos | 1.56.77 | Q                |
| 12   | 3       | 8    | Stefanos Dimitriadis | Grécia         | 1:56.82 | Q                |
| 13   | 3       | 1    | Ioannis Drymonakos   | Grécia         | 1:56.88 | Q                |
| 14   | 3       | 5    | Kaio de Almeida      | Brasil         | 1:56.92 | Q                |
| 15   | 4       | 3    | Wu Peng              | China          | 1:56.98 | Q                |
| 16   | 3       | 6    | Michael Rock         | Reino Unido    | 1:57.03 | Q                |
| 17   | 5       | 8    | Sebastien Rousseau   | África do Sul  | 1:57.15 |                  |
| 18   | 5       | 2    | Jayden Hadler        | Austrália      | 1:57.17 |                  |
| 19   | 2       | 7    | Velimir Stjepanovic  | Sérvia         | 1:57.40 | Recorde nacional |
| 20   | 4       | 5    | Ryusuke Sakata       | Japão          | 1:57.66 |                  |

| Ver o restante da classificação | Ver o restante da classificação | Ver o restante da classificação | Ver o restante da classificação | Ver o restante da classificação | Ver o restante da classificação | Ver o restante da classificação |
| Pos.                            | Bateria                         | Raia                            | Nadador                         | Nacionalidade                   | Tempo                           | Notas                           |
| ------------------------------- | ------------------------------- | ------------------------------- | ------------------------------- | ------------------------------- | ------------------------------- | ------------------------------- |
| 21                              | 2                               | 3                               | Robert Zbogar                   | Eslovênia                       | 1:57.71                         | Recorde nacional                |
| 22                              | 4                               | 6                               | Nikolay Skvortsov               | Rússia                          | 1:57.85                         |                                 |
| 23                              | 2                               | 6                               | Chang Gyu-Cheol                 | Coreia do Sul                   | 1:58.02                         |                                 |
| 24                              | 4                               | 7                               | Joseph Roebuck                  | Reino Unido                     | 1:58.20                         |                                 |
| 25                              | 4                               | 1                               | Stefan Hirniak                  | Canadá                          | 1:58.72                         |                                 |
| 26                              | 4                               | 8                               | Hsu Chi-Chieh                   | Taipé Chinesa                   | 1:59.33                         |                                 |
| 27                              | 2                               | 1                               | Gal Nevo                        | Israel                          | 1:59.68                         |                                 |
| 28                              | 2                               | 4                               | Duarte Mourao                   | Portugal                        | 1:59.81                         |                                 |
| 29                              | 2                               | 8                               | Israel Duran                    | México                          | 2:00.55                         |                                 |
| 30                              | 2                               | 5                               | Omar Pinzón                     | Colômbia                        | 2:00.79                         |                                 |
| 31                              | 1                               | 2                               | Diego Castillo                  | Panamá                          | 2:00.80                         |                                 |
| 32                              | 4                               | 2                               | Travis Nederpelt                | Austrália                       | 2:00.98                         |                                 |
| 33                              | 1                               | 4                               | Võ Thái Nguyên                  | Vietname                        | 2:01.25                         |                                 |
| 34                              | 2                               | 2                               | Jan Sefl                        | Chéquia                         | 2:01.34                         |                                 |
| 35                              | 1                               | 8                               | Hocine Haciane                  | Andorra                         | 2:04.14                         |                                 |
| 36                              | 1                               | 6                               | Jessie Lacuna                   | Filipinas                       | 2:04.23                         |                                 |
| 37                              | 1                               | 3                               | Donny Utomo                     | Indonésia                       | 2:05.23                         |                                 |
| 38                              | 1                               | 5                               | Hoàng Quý Phước                 | Vietname                        | 2:05.42                         |                                 |
| 39                              | 1                               | 1                               | Edwin Angjeli                   | Albânia                         | 2:06.68                         |                                 |
| 40                              | 1                               | 7                               | Rommie Benjamin                 | República Dominicana            | 2:06.75                         |                                 |

### Semifinal
Estes são os resultados das semifinais.

#### Semifinal 1
| Pos. | Raia | Nadador              | Nacionalidade  | Tempo   | Notas |
| ---- | ---- | -------------------- | -------------- | ------- | ----- |
| 1    | 3    | Chen Yin             | China          | 1:54.80 | Q     |
| 2    | 5    | Tyler Clary          | Estados Unidos | 1:56.01 |       |
| 3    | 1    | Kaio de Almeida      | Brasil         | 1:56.06 |       |
| 4    | 2    | Marcin Cieslak       | Polónia        | 1:56.13 |       |
| 5    | 6    | László Cseh          | Hungria        | 1:56.32 |       |
| 6    | 4    | Leonardo de Deus     | Brasil         | 1:57.58 |       |
| 7    | 7    | Stefanos Dimitriadis | Grécia         | 1:58.16 |       |
| 8    | 8    | Michael Rock         | Reino Unido    | 1:58.78 |       |

#### Semifinal 2
| Pos. | Raia | Nadador            | Nacionalidade  | Tempo   | Notas |
| ---- | ---- | ------------------ | -------------- | ------- | ----- |
| 1    | 3    | Takeshi Matsuda    | Japão          | 1:54.30 | Q     |
| 2    | 7    | Michael Phelps     | Estados Unidos | 1:54.85 | Q     |
| 3    | 4    | Dinko Jukić        | Áustria        | 1:54.94 | Q     |
| 4    | 8    | Wu Peng            | China          | 1:55.28 | Q     |
| 5    | 5    | Bence Biczó        | Hungria        | 1:55.35 | Q     |
| 6    | 6    | Chad le Clos       | África do Sul  | 1:55.56 | Q     |
| 7    | 2    | Paweł Korzeniowski | Polónia        | 1:55.85 | Q     |
| 8    | 1    | Ioannis Drymonakos | Grécia         | 1:57.77 |       |

### Final
Estes são os resultados da final.
| Pos.              | Raia | Nadador            | Nacionalidade  | Tempo   | Notas |
| ----------------- | ---- | ------------------ | -------------- | ------- | ----- |
| Medalha de ouro   | 3    | Michael Phelps     | Estados Unidos | 1:53.34 |       |
| Medalha de prata  | 4    | Takeshi Matsuda    | Japão          | 1:54.01 |       |
| Medalha de bronze | 2    | Wu Peng            | China          | 1:54.67 |       |
| 4                 | 5    | Chen Yin           | China          | 1:55.00 |       |
| 5                 | 1    | Chad le Clos       | África do Sul  | 1:55.07 |       |
| 6                 | 8    | Paweł Korzeniowski | Polónia        | 1:55.39 |       |
| 7                 | 6    | Dinko Jukić        | Áustria        | 1:55.48 |       |
| 8                 | 7    | Bence Biczó        | Hungria        | 1:55.53 |       |

Legenda
| Recorde mundial       | Recorde mundial (World record)               |                       | Recorde africano                      | Recorde africano (African) |                                           | Q | Classificado por posição (Qualified) |
| Recorde do campeonato | Recorde do campeonato (Championship record)  | Recorde da América    | Recorde da América (Americas)         | q                          | Classificado por melhor tempo (Qualified) |   |                                      |
| Melhor marca do ano   | Melhor marca do ano (World leading)          | Recorde asiático      | Recorde asiático (Asian)              | DNS                        | Não largou (Did not start)                |   |                                      |
| Recorde nacional      | Recorde nacional (National record)           | Recorde europeu       | Recorde europeu (European)            | DNF                        | Não terminou (Did not finish)             |   |                                      |
| Recorde pessoal       | Recorde pessoal do atleta (Personal best)    | Recorde da Oceania    | Recorde da Oceania (Oceania)          | DSQ / DQ                   | Desclassificado (Disqualified)            |   |                                      |
| Recorde da temporada  | Recorde da temporada do atleta (Season best) | Recorde sul-americano | Recorde sul-americano (South America) | NM                         | Sem marca (No mark)                       |   |                                      |